# Hard Justice 2005
Hard Justice 2005 è stata la prima edizione del pay-per-view prodotto dalla federazione Total Nonstop Action Wrestling (TNA). L'evento ha avuto luogo il 15 maggio 2005 presso l'Impact Zone di Orlando in Florida.

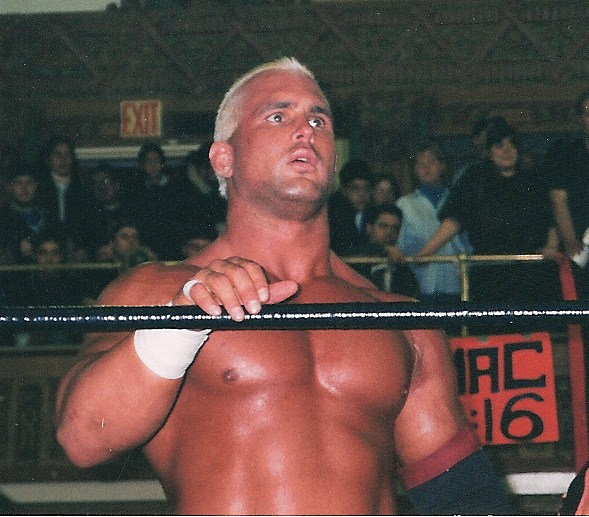
Chris Candido

## Cerimonia
In questo evento fu ricordato Chris Candido, morto poco tempo prima per le complicazioni avvenute dopo essersi rotto tibia e perone durante un match nel precedente Lockdown.
Nella cerimonia furono suonati dieci rintocchi, posti i suoi stivali sul ring insieme ad una sua foto messa sopra ad una sedia di acciaio con una delle due cinture dell'NWA World Tag Team Championship.

## Risultati
| #          | Match | Stipulazioni | Durata |
| ---------- | --- | --- | ------ |
| 1 Pre-show | Shark Boy ha sconfitto David Young                                                                                 | Single match | 06:28  |
| 2          | Team Canada (Eric Young e Petey Williams) (con Coach D'Amore) ha sconfitto Apolo e Sonny Siaki                     | Tag team match | 08:06  |
| 3          | Michael Shane e Trinity hanno sconfitto Chris Sabin e Traci                                                        | Mixed tag team match | 10:19  |
| 4          | Raven ha sconfitto Sean Waltman                                                                                    | Clockwork Orange House of Fun match                                                                                                  | 13:00  |
| 5          | Monty Brown e The Outlaw hanno sconfitto Diamond Dallas Page e Ron Killings                                        | Tag team match | 08:55  |
| 6          | The Naturals (Andy Douglas e Chase Stevens) (c) hanno sconfitto America's Most Wanted (Chris Harris e James Storm) | Tag team match per il titolo NWA World Tag Team Championship                                                                         | 14:10  |
| 7          | Christopher Daniels (c) ha sconfitto Shocker                                                                       | Single match per il titolo TNA X Division Championship                                                                               | 11:58  |
| 8          | Abyss ha vinto eliminato Ron Killings                                                                              | 20-Man Gauntlet for the Gold (Gauntlet match) per determinare il contendente numero uno al titolo NWA World Heavyweight Championship | 26:45  |
| 9          | A.J. Styles ha sconfitto Jeff Jarrett (c)                                                                          | Single match per il titolo NWA World Heavyweight Championship con Tito Ortiz come arbitro speciale                                   | 19:30  |
|            | (c) = campione in carica al momento dell'inizio del match                                                          | |        |

## Gauntlet for the Gold
Questa tabella è il riferimento al match menzionato nella settima riga della tabella soprastante.
| Ordine di entrata | Entrante        | Ordine di eliminazione | Eliminato da                        |
| ----------------- | --------------- | ---------------------- | ----------------------------------- |
| 1                 | Bobby Roode     | 13                     | Lance Hoyt                          |
| 2                 | Zach Gowen      | 1                      | Shark Boy                           |
| 3                 | Eric Young      | 5                      | Lance Hoyt                          |
| 4                 | Cassidy Riley   | 3                      | Eric Young                          |
| 5                 | Elix Skipper    | 4                      | Bobby Roode                         |
| 6                 | Shark Boy       | 2                      | A-1                                 |
| 7                 | A-1             | 16                     | B.G. James and The Outlaw           |
| 8                 | Chris Sabin     | 7                      | Da solo                             |
| 9                 | Petey Williams  | 15                     | B.G. James and The Outlaw           |
| 10                | Sonny Siaki     | 8                      | A-1, Bobby Roode and Petey Williams |
| 11                | Lance Hoyt      | 14                     | A-1 and Bobby Roode                 |
| 12                | Michael Shane   | 6                      | Chris Sabin                         |
| 13                | Jerrelle Clarke | 9                      | Petey Williams                      |
| 14                | Mikey Batts     | 10                     | The Outlaw                          |
| 15                | The Outlaw      | 17                     | Abyss                               |
| 16                | Trytan          | 11                     | A-1, Bobby Roode and Petey Williams |
| 17                | Ron Killings    | 19                     | Abyss by Pinfall                    |
| 18                | Apolo           | 12                     | The Outlaw                          |
| 19                | B.G. James      | 18                     | Abyss                               |
| 20                | Abyss           | Vincitore              |                                     |